# Stratfield Mortimer
Stratfield Mortimer är en ort och civil parish i Storbritannien.   Den ligger i kommunen West Berkshire i riksdelen England, i den södra delen av landet, 60 km väster om huvudstaden London. Stratfield Mortimer ligger 51 meter över havet och antalet invånare är 3 168.
Terrängen runt Stratfield Mortimer är platt. Runt Stratfield Mortimer är det tätbefolkat, med 511 invånare per kvadratkilometer. Närmaste större samhälle är Reading, 10,2 km norr om Stratfield Mortimer. Trakten runt Stratfield Mortimer består till största delen av jordbruksmark.